# Li Haonan (Shorttracker)
Li Haonan (chinesisch 李蒿楠, * 1. August 1981 in Changchun) ist ein ehemaliger chinesischer Shorttracker.

## Werdegang
Li trat international erstmals bei den Juniorenweltmeisterschaften 2001 in Warschau in Erscheinung, wo er den vierten Platz im Mehrkampf errang. Bei den folgenden Teamweltmeisterschaften in Nobeyama gewann er die Silbermedaille und bei der Winter-Universiade in Zakopane jeweils die Bronzemedaille über 500 m und 3000 m. Im folgenden Jahr holte er bei den Weltmeisterschaften in Montreal die Bronzemedaille mit der Staffel und bei den Teamweltmeisterschaften in Milwaukee die Goldmedaille. Nach Platz zwei mit der Staffel beim Weltcup in Chuncheon zu Beginn der Saison 2002/03, holte er in Chicoutimi mit der Staffel seinen ersten Weltcupsieg. Bei den Weltmeisterschaften 2003 in Warschau mit der Staffel und bei den Teamweltmeisterschaften 2003 in Sofia gewann er jeweils die Bronzemedaille. Zudem holte er bei den Winter-Asienspielen 2003 in der Präfektur Aomori die Silbermedaille mit der Staffel und bei der Winter-Universiade 2003 in Tarvisio die Bronzemedaille mit der Staffel. 
In der Saison 2003/04 siegte Li im Weltcup viermal mit der Staffel und errang zudem je einmal den zweiten und dritten Platz. Beim Saisonhöhepunkt, den Weltmeisterschaften 2004 in Göteborg, gewann er über 500 m sowie mit der Staffel die Silbermedaille. Außerdem wurde er dort Fünfter im Mehrkampf und bei den Teamweltmeisterschaften 2004 in Sankt Petersburg Vierter. In der folgenden Saison kam er im Weltcup zweimal auf den zweiten sowie einmal auf den dritten Platz mit der Staffel und errang zum Saisonende den sechsten Platz in der Weltcupwertung über 500 m. Bei den Weltmeisterschaften 2005 in Peking lief er auf den vierten Platz mit der Staffel und holte bei den Teamweltmeisterschaften 2005 in Chuncheon die Bronzemedaille. Nach Platz zwei mit der Staffel beim Weltcup in Hangzhou zu Beginn der Saison 2005/06, holte er in Seoul über 500 m seinen einzigen Sieg im Weltcupeinzel. Zudem kam er dort sowie in Bormio jeweils auf den zweiten Platz mit der Staffel und erreiche damit den sechsten Platz im Mehrkampf-Weltcup. Bei den Teamweltmeisterschaften 2006 in Montreal gewann er die Bronzemedaille und bei den Weltmeisterschaften 2006 in Minneapolis jeweils die Silbermedaille über 500 m und mit der Staffel. Beim Saisonhöhepunkt, den Olympischen Winterspielen 2006 in Turin, belegte er mit der Staffel den fünften Platz. In der Saison 2006/07 kam er mit dem dritten Platz in Changchun sowie zweiten Plätzen in Jeonju und Saguenay letztmals im Weltcup aufs Podest. Seinen letzten Weltcup absolvierte er im Oktober 2008 in Vancouver, welchen er auf dem 20. Platz über 500 m beendete.

## Erfolge

### Olympische Spiele
- 2006 Turin: 5. Platz Staffel

### Shorttrack-Weltmeisterschaften
- 2002 Montreal: 3. Platz Staffel
- 2003 Warschau: 3. Platz Staffel
- 2004 Göteborg: 2. Platz Staffel, 2. Platz 500 m, 5. Platz Mehrkampf, 5. Platz 3000 m, 9. Platz 1000 m, 15. Platz 1500 m
- 2005 Peking: 4. Platz Staffel
- 2006 Minneapolis: 2. Platz Staffel, 2. Platz 500 m

### Team-Weltmeisterschaften
- 2001 Nobeyama: 2. Platz
- 2002 Milwaukee: 1. Platz
- 2003 Sofia: 3. Platz
- 2004 Sankt Petersburg: 4. Platz
- 2005 Chuncheon: 3. Platz
- 2006 Montreal: 3. Platz

### Weltcupsiege

#### Weltcupsiege im Einzel
| Nr. | Datum           | Ort   | Disziplin |
| --- | --------------- | ----- | --------- |
| 1.  | 7. Oktober 2005 | Seoul | 500 m     |

#### Weltcupsiege im Team
| Nr. | Datum             | Ort              |
| --- | ----------------- | ---------------- |
| 1.  | 16. Februar 2003  | Chicoutimi 1     |
| 2.  | 19. Oktober 2003  | Calgary 2        |
| 3.  | 30. November 2003 | Jeonju 3         |
| 4.  | 7. Dezember 2003  | Peking 1         |
| 5.  | 8. Februar 2004   | Mladá Boleslav 1 |

## Persönliche Bestleistungen
| Disziplin | Zeit         | Datum            | Ort            |
| --------- | ------------ | ---------------- | -------------- |
| 500 m     | 41,940 s     | 19. Oktober 2008 | Salt Lake City |
| 1000 m    | 1:30,268 min | 22. Oktober 2006 | Changchun      |
| 1500 m    | 2:17,076 min | 18. Oktober 2008 | Salt Lake City |
| 3000 m    | 5:14,868 min | 5. Dezember 2004 | Saguenay       |